# Sulayman (nom)
Sulayman és un nom masculí àrab (àrab: سليمان, Sulaymān) que es correspon amb el català Salomó, que l'àrab pren directament de l'hebreu שלמה, Shelomoh. Si bé Sulayman és la transcripció normativa en català del nom en àrab clàssic, també se'l pot trobar transcrit Sulaiman, Suleiman... Com a nom del cèlebre rei d'Israel és un nom força usual entre els àrabs jueus i cristians, de la mateixa manera que, com a nom d'un dels principals profetes de l'islam, és dut per molts musulmans, arabòfons o no; aquests darrers l'han adaptat a les característiques fòniques i gràfiques de la seva llengua: albanès: Sulejman; indonesi: Sulaiman; malai: Sulaiman; turc: Süleyman.